# Eileen Agar

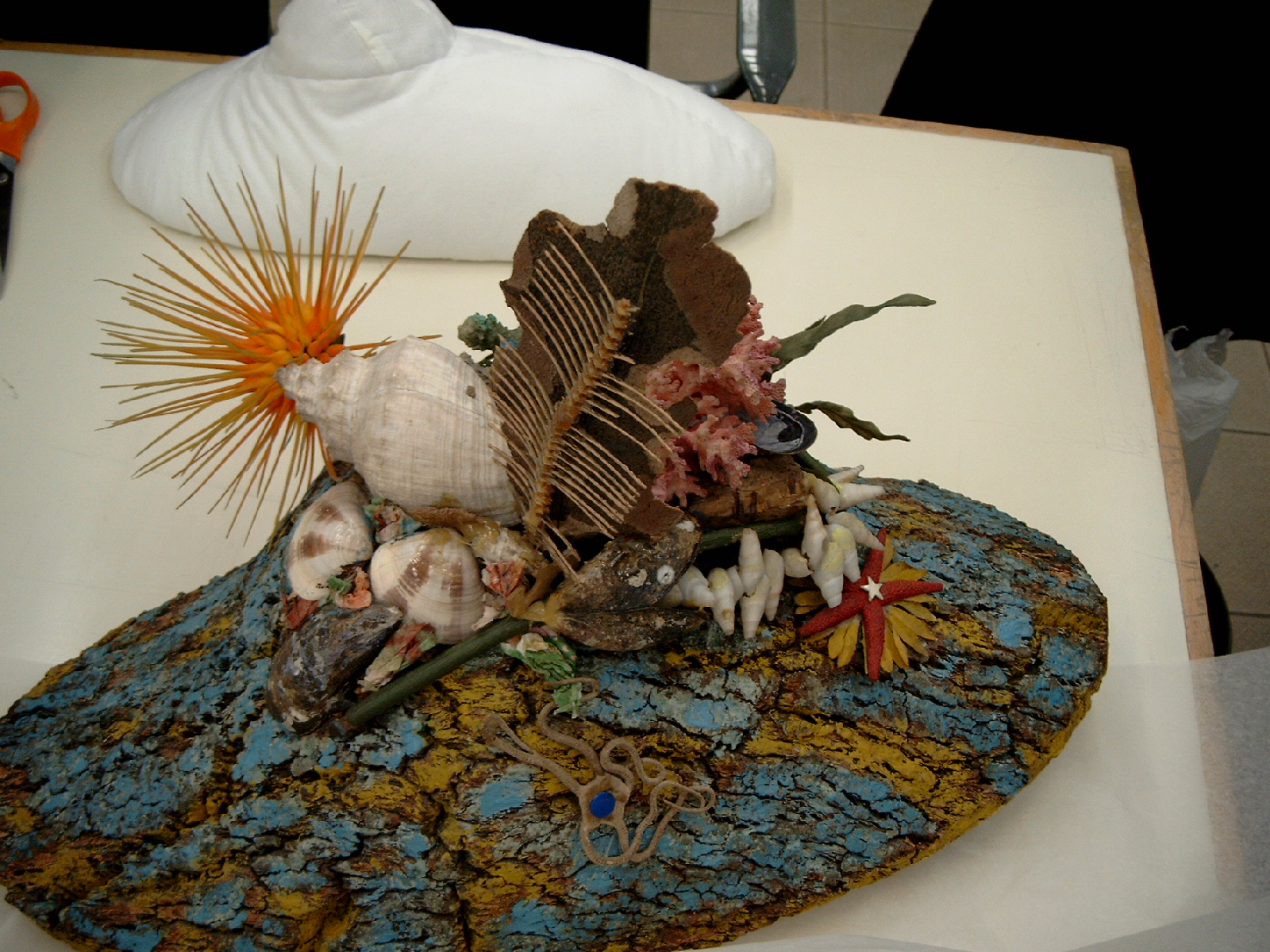
Eileen Agar, hoed voor het eten van bouillabaise, 1937

Eileen Forrester Agar (of Eileen Bard, Buenos Aires, 1 december 1899 – Londen, 17 november 1991) was een Britse kunstenaar, fotograaf en assemblagekunstenaar die lid was van de Surrealistische beweging.

## Biografie
Agar werd in het Argentijnse Buenos Aires geboren. Ze was de dochter van een Schotse vader en een Amerikaanse moeder. In 1911 verhuisde ze met haar familie naar Londen. Nadat ze op Heathfield St Mary's School heeft gezeten, begon ze in 1919 met een opleiding aan de Byam School of Art. Vanaf 1924 studeerde ze onder Leon Underwood op zijn school in Brook Green. Daarna studeerde ze van 1925 tot 1926 aan Slade School of Fine Art. Van 1928 tot 1930 volgde ze kunstlessen in Parijs.
In 1926 ontmoette Agar de Hongaarse schrijver Joseph Bard, waarmee ze in 1940 trouwde. Vanaf 1928 woonde Agar samen met Bard in Parijs, waar ze de surrealisten André Breton en Paul Éluard ontmoette. Vanaf midden jaren dertig huurden Agar en Bard een zomerhuis bij Swanage in Dorset. Hier ontmoette ze Paul Nash waarmee ze een affaire begon. Ze werkten samen aan een aantal kunstwerken die bestonden uit objecten die ze vonden op het strand, zoals Seashore Monster at Swanage.
In 1936 werd Agar lid van de Britse surrealisten en ondertekende, als enige vrouwelijke kunstenaar, hun manifest. Paul Nash beval Agar's werk aan bij kunstverzamelaars Roland Penrose en Herbert Read, die in 1936 de Internationale Surrealistische Tentoonstelling bij New Burling Galleries in Londen organiseerden. Deze tentoonstelling stond aan de basis van de opkomst van het surrealisme in Engeland, en werd georganiseerd samen met Franse surrealisten als André Breton en Paul Éluard. Agar was de enige vrouwelijke kunstenaar van wie werk werd opgenomen in deze tentoonstelling. Voor 1940 is haar werk te zien geweest op surrealistische tentoonstellingen in Amsterdam, New York, Parijs en Tokyo. Door de Tweede Wereldoorlog was ze genoodzaakt haar artistieke werk tijdelijk te staken.
Na de oorlog begon een nieuwe productieve periode voor Agar, waarin ze tussen 1946 en 1985 bijna 16 solotentoonstellingen organiseerde. Rond de jaren zestig produceerde ze schilderijen in de stijl van het tachisme met surrealistische elementen. In 1988 publiceerde ze een autobiografie getiteld A look at my life. In 1988 werd ze verkozen als Royal Academy Senior, een eretitel voor beroemde alumni van de Royal Academy. In 1991 overleed ze in Londen. Ze is begraven op begraafplaats Pere Lachaise in Parijs.

## Werk
Het werk van Agar werd samen met dat van de Surrealisten tentoongesteld in Engeland en in Europa. Gedurende de jaren '30 was haar werk gericht op natuurlijke objecten die op een luchtige manier gepresenteerd werden, zoals Bum-Thumb Rock, een serie foto's van een ongewone rotsformatie die haar opviel in Brittannië. Ze begon te experimenteren met automatisch schrijven en nieuwe of ongebruikelijke materialen, zoals gips, veren en textiel. Daarnaast nam ze foto's en maakte collages, objecten en sculpturen. The Angel of Anarchy, een hoofd van gips bedekt met stof en ander materiaal, is een voorbeeld van het werk uit deze periode. Dit werk bevindt zich momenteel in de collectie van TATE Modern in Londen. Eileen Agar was bevriend met de beeldhouwer Henry Moore en bezocht met hem etnografische tentoonstellingen in het British Museum in Londen. De vormentaal van deze etnografische objecten vormde een belangrijke inspiratiebron voor het werk van beide kunstenaars. Agar was van mening dat kunst speels moest zijn, en zag haar eigen werk als 'vindingrijke speelsheid'.
Haar werk is vertegenwoordigd in de collecties van verschillende Britse instellingen, zoals TATE Modern in Londen, de Derby Art Gallery, Bradford en de collectie van Engelse overheid. In 2017 maakte haar werk deel uit van tentoonstelling 'Gek van Surrealisme', die van februari tot mei werd gehouden in Museum Boijmans Van Beuningen in Rotterdam.

## Overzicht belangrijke werken
- The Angel of Mercy, sculptuur, 1934[6]
- Quadriga, schilderij, 1935
- The Angel of Anarchy, object, 1940
- L'horloge d'une femme, schilderij, 1989